# Dariusz Surowik
Dariusz Surowik (ur. 15 lipca 1967 w Teodorowie) – polski filozof, logik i matematyk, doktor habilitowany nauk humanistycznych, profesor uczelni w Państwowej Wyższej Szkole Informatyki i Przedsiębiorczości w Łomży i jej rektor w kadencjach 2017–2020 i 2020–2024.

## Życiorys
Absolwent Technikum Mechanicznego w Zespole Szkół Mechanicznych w Łomży (1987). W 1992 ukończył studia z zakresu matematyki w Filii Uniwersytetu Warszawskiego w Białymstoku. Doktoryzował się z filozofii w 2001 na Uniwersytecie Łódzkim w oparciu o pracę pt. Intuicjonistyczna logika tensalna i indeterminizm, której promotorem był dr hab. Kazimierz Trzęsicki. Stopień naukowy doktora habilitowanego nauk humanistycznych w dyscyplinie filozofia uzyskał w 2015 na UŁ na podstawie monografii zatytułowanej Logika, Wiedza i Czas. Problemy i metody temporalno-logicznej reprezentacji wiedzy.
W latach 1992–1999 był nauczycielem matematyki i informatyki w Zespole Szkół Mechanicznych w Łomży. W 1993 podjął pracę w Filii Uniwersytetu Warszawskiego w Białymstoku, przekształconej w 1997 w Uniwersytet w Białymstoku. Na UwB związany z Katedrą Logiki, Informatyki i Filozofii Nauki.
W 2004 zaczął pracę w Państwowej Wyższej Szkole Informatyki i Przedsiębiorczości w Łomży, w której doszedł do stanowiska profesora nadzwyczajnego (2015), zaś po zmianach prawnych profesora uczelni (2018). W latach 2012–2017 był pełnomocnikiem rektora ds. nauki i współpracy z zagranicą PWSIiP w Łomży. W marcu 2017 został wybrany na rektora PWSIiP w Łomży na kadencję 2017–2021 (skróconą na mocy ustawy do 31 sierpnia 2020). W macu 2020 uzyskał reelekcję na kadencję 2020–2024.
Specjalizuje się m.in. w logice, filozofii czasu, sztucznej inteligencji oraz teorii gier. Opublikował ok. 50 oryginalnych prac naukowych. Był stypendystą Uniwersytetu Technicznego w Dreźnie (2005). Został członkiem m.in. Amerykańskiego Towarzystwa Matematycznego, Association for Symbolic Logic, Polskiego Towarzystwa Logiki i Filozofii Nauki (członek zarządu w latach 2009–2012) oraz Łomżyńskiego Towarzystwa Naukowego im. Wagów.
W 2015, za zasługi w działalności na rzecz rozwoju nauki, został odznaczony Srebrnym Krzyżem Zasługi.